# Rocs de Sant Aventí
Els Rocs de Sant Aventí, o Roques de Sant Aventí, constitueixen una cinglera de roques del terme municipal de la Pobla de Segur, al Pallars Jussà.
Està situada a la part oest del terme, al llevant del Congost d'Erinyà. Es tracta dels vessants de ponent del massís muntanyós, coronat pel Roc de Sant Aventí, que formen la meitat nord del terme de la Pobla de Segur, on hi ha el poble de Montsor.
Es tracta d'una paret de roques que des del Congost d'Erinyà s'estén cap a la Pobla de Segur, a l'esquerra del Flamisell. L'extrem de ponent pertany al terme de Conca de Dalt, i la resta, al de la Pobla de Segur.